# Márk Marsi
Márk Marsi (ur. 17 sierpnia 1973 w Budapeszcie) – węgierski szermierz.

## Życiorys
Reprezentował Węgry na Letnich Igrzyskach Olimpijskich w 1996 oraz Letnich Igrzyskach Olimpijskich w 2000 roku.
Zdobył srebrny medal (indywidualnie) we florecie na Mistrzostwach Europy w Szermierce w 1992 oraz brązowy medal na Mistrzostwach Europy w Szermierce w 1998 i Mistrzostwach Europy w Szermierce w 1999. Wywalczył także drużynowy srebrny medal podczas Mistrzostw Europy w Szermierce w 2003.